# Гайдельберзький фунікулер
49°24′26″ пн. ш. 8°42′54″ сх. д. / 49.40725° пн. ш. 8.71498889° сх. д.
Гайдельберзький фунікулер (нім. Heidelberger Bergbahn) — двосекційний фунікулер в місті Гайдельберг, Німеччина. 
Перша секція пролягає від нижньої станції на Корнмаркт у Старому місті Гайдельберга через проміжну станцію в Гайдельберзькому замку до верхньої станції в Молькенкур. 
Тут пасажири можуть пересісти на другу секцію, яка піднімається на Кенігштуль, сусідній пагорб з гарним краєвидом на місто та річку Неккар. 
Верхня та нижня секції фунікулера мають різну історію та іноді називаються окремо Кенігштульбан та Молькенкурбан відповідно. 
Ці дві секції мають досить різний вигляд: у верхній секції використовуються дерев'яні вагони історичного вигляду, тоді як у нижній секції використовуються вагони сучасного стилю. 
Так само верхні станції в Молькенкурі та Кенігштулі мають оригінальний дизайн, тоді як ті, що розташовані далі на пагорбі, біля Корнмаркту та Гайдельберзького замку, мають сучасніший вигляд. 

Фунікулер перебуває під орудою компанії «Heidelberger Straßen- und Bergbahn AG» (HSB), оператора автобусів та трамваїв у Гайдельберзі. 
Фунікулер обслуговує переважно туристичні перевезення. 
Нижня секція має інтервал руху кожні десять хвилин протягом дня, а верхня секція — кожні двадцять хвилин протягом дня. Послуги починаються о 9 ранку та закінчуються в різний час влітку та взимку. 

## Нижня секція
Нижню секцію фунікулера (Молькенкурбан) відкрито в 1890 році, і в її первісному вигляді використовувалася система водяного баласту, подібна до тієї, що досі використовується Нероберзьким фунікулером у Вісбадені. 
Секцію перебудовано для використання звичайного електричного приводу в 1907 році. 
У 1961/62 рр. секцію знову перебудовано; у цей час побудовано нові станції на Корнмаркт і Гайдельберзькому замку. Секцію закрили з жовтня 2003 року по березень 2005 року; під час періоду закриття наявні вагони утилізували та замінили на нові та сучаснішого дизайну, а станції Корнмаркт і Гайдельберзький замок знову перебудували. 
Секція має такі технічні параметри:
- Довжина: 471 м
- Висота: 171 м
- Максимальний похил: 43 %
- Конфігурація: одноколійна з роз'їздом
- Час у дорозі: 5 хвилин
- Вагонів: 2
- Місткість: 130 пасажирів на вагон
- Ширина колії: 1000 мм
- Тяга: електрика

## Верхня секція
Верхню секцію фунікулера (Кенігштульбан) відкрито в 1907 році та з самого початку використовували звичайний електричний привід. 
Вона й далі працювала у своєму первісному вигляді до квітня 2003 року, коли зміни в правилах безпеки змусили її закрити. 
Секцію знову відкрито в березні 2005 року; під час періоду закриття вагони перебудували й оснастили новими дерев'яними кузовами за оригінальним проєктом. 

Секція має такі технічні параметри:
- Довжина: 1020 м
- Висота: 260 м
- Максимальний похил: 41 %
- Конфігурація: одноколійна з роз'їздом
- Час у дорозі: 9 хвилин
- Вагонів: 2
- Місткість: 50 пасажирів у вагоні
- Ширина колії: 1000 мм
- Тяга: електрика